# 英連邦戦死者墓地 (横浜市)

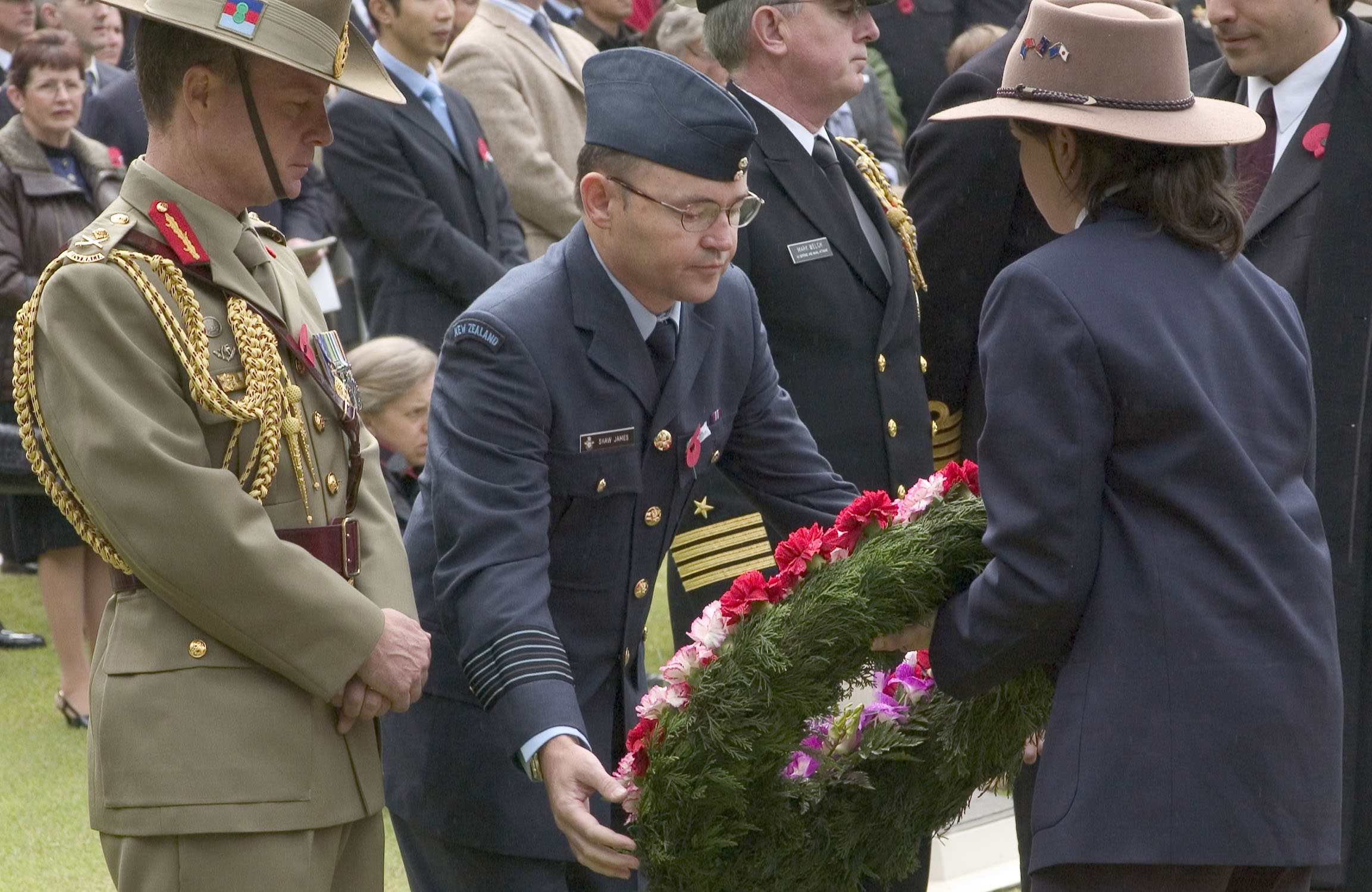
2006年4月25日、ANZACの日を記念するためニュージーランド軍代表として花冠を受け取るショー・ジェームズ空軍大佐

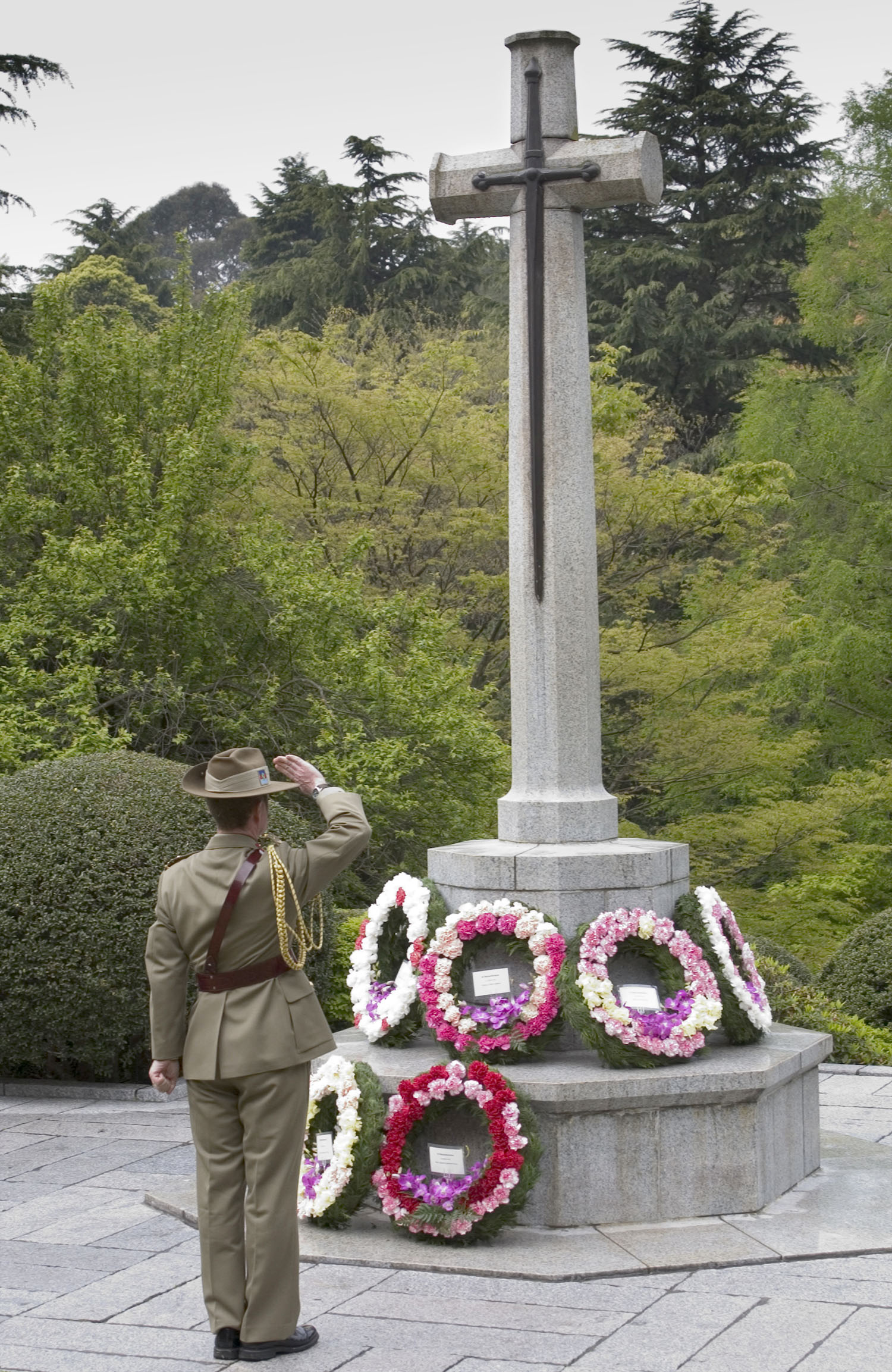
ANZACの日における追悼式典の様子（2006年4月25日）

英連邦戦死者墓地（えいれんぽうせんししゃぼち、英語: Yokohama War Cemetery）は、神奈川県横浜市保土ケ谷区にある、イギリス連邦諸国の戦死者専用墓地。

## 概要
第一次世界大戦以降におけるイギリス連邦加盟国の戦死した軍人については、イギリスを中心にして、世界各地に集団墓地及び記念碑が設置されており、コモンウェルス戦争墓地委員会が管理にあたっている。第二次世界大戦以降の戦死者については、日本にも墓地が設けられている。

## 設置
第二次世界大戦後の1946年に、現在の横浜市保土ケ谷区に所在していた保土ヶ谷児童遊園地/保土ヶ谷錬成場が接収され、英連邦戦死者墓地が作られた。
約3ヘクタールの土地にイギリス1,013基、オーストラリア278基など、全部で1,518基の墓碑が建立された。1952年にサンフランシスコ講和条約発効によってイギリス連邦占領軍による占領も解除となるが、英連邦の方針もあって、1955年に日本国とイギリス連邦諸国（イギリス、カナダ、オーストラリア、ニュージーランド、南アフリカ連邦、インド、パキスタン）の間に締結された「日本国における英連邦戦死者墓地に関する協定（1955年9月21日署名、1956年6月22日効力発生）」に基づき、英連邦戦死者墓地の設置が確認された。
敷地は、日本国政府より英連邦戦死者墓地委員会に対し、無償かつ自動更新（30年期限）で使用を許可している。租税は免除され、維持・修復に必要な物品の輸入も無税である。また、円滑な管理のために日本とイギリス連邦の合同委員会も設置されている。
墓地はイギリス区、オーストラリア区、カナダ・ニュージーランド区、インド・パキスタン区、戦後区に分けられており、第二次世界大戦における捕虜の死者や、戦後のイギリス連邦占領軍としての任務中の病死・事故死者も含み、2014年時点で約1,800名が埋葬されている。なお戦後区は、墓地設置に関する協定から逸脱するため、英豪加NZそれぞれの戦死者の祖国が、葬られている人数で割った金額を支払うことで、委員会を通じて横浜市より土地を購入した。また、英連邦加盟国でないアメリカ合衆国とオランダの軍人も少数葬られている。
毎年4月25日のアンザック・デーには、追悼式典が行われているほか、関係国要人の来日の際には、墓地を訪問することがあり、1975年5月にはエリザベス2世が、1995年2月7日にはダイアナ元妃が、2015年2月27日にはウィリアム王子が訪れている。